# Margit görög hercegnő
Margit görög hercegnő (Korfu, 1905. április 18. – 1981. április 24.)
Viktória brit királynő elsőszülött ükunokája 1905. április 18-án született a Schleswig-Holstein-Sondenburg-Glückburg ház tagjaként, szülei első gyermekeként Korfu szigetén, mely akkor még a Görög Királysághoz tartozott.
Édesapja András görög és dán herceg volt, aki I. György görög király és Olga Konsztantinovna orosz nagyhercegnő (I. Miklós orosz cár  egyik unokája) negyedik fiaként és hetedik gyermekeként született. Édesanyja Aliz battenbergi hercegnő volt. (Margit édesanyja volt Viktória királynő másodszülött lányának, Aliz hercegnőnek az egyik unokája)
Margitnak még négy testvére született:
- Teodóra (1906. május 13. – 1969. október 16.)
- Cecília (1911. június 22. – 1937. november 16.)
- Zsófia (1914. június 26. – 2001. november 3.)
- Fülöp edinburgh-i herceg, (1921. június 10. – 2021. április 9.) 1947. november 20-án vette feleségül a brit trón akkori várományosát, Erzsébet királyi hercegnőt, akit apja, VI. György halála után 1953. június 2-án koronáztak az Egyesült Királyság királynőjévé

## Házassága, gyermekei
1931. április 20-án a németországi Langenburg-ban nőül ment Gottfrid-hez, Hohenlohe-Langenburg hercegéhez, II. Ernő herceg és Szász-Coburg-Gothai Alexandra hercegnő egyetlen fiához, így Margit és a férje is Viktória királynő és I. Miklós cár közvetlen leszármazottai voltak. (Margit anyja, Alíz volt egyben saját veje, Gottfrid másodunokatestvére is.)
A házaspárnak hat gyermeke született:
- Egy halvaszületett leány (1933. december 3.)
- Sándor Ernő Lajos György, később Hohenlohe-Langenburg 9. hercege (1935. június 25.-2004. március 16.)
- Beatrix Alíz Mária Melitta Margaréta (1936. június 10.-1997. november 15.)
- György András Henrik (1938. november 24.- )
- Rupert Zsigmond Fülöp Ernő (1944. április 7.-1978. április 8.)
- Albert Wolfgang Kristóf (1944. április 7.-1992. április 23.)

Az akkor már özvegy hercegné 1981. április 24-én halt meg, 76 esztendős korában, a nyugat-németországi Langenburgban. Huszonegy évvel élte túl hitvesét, Gottfrid herceget, aki már 1960. május 11-én, 63 évesen távozott az élők sorából.